# Бедфорд — Стайвесант
Бе́дфорд — Ста́йвесант (англ. Bedford–Stuyvesant) — район на севере боро Бруклин, Нью-Йорк. На севере Бедфорд — Стайвесант ограничен улицей Флашинг-авеню и районом Уильямсберг, на востоке — бруклинским Бродвеем и районом Бушуик, на юге — улицей Атлантик-авеню и районом Краун-Хайтс, на западе — улицей Клоссон-авеню и районом Клинтон-Хилл.

## Этимология
Своё название район получил по рабочим кварталам Бедфорд и Стайвесант-Хайтс, находившимся в XIX веке в его западной и восточной части соответственно. Зачастую название района сокращается до Бед-Стай (англ. Bed–Stuy).

## История
Вплоть до второй половины XVII века на территории района проживали индейцы племени канарси. Их земли выкупила Голландская Вест-Индская компания и основала поселение Бедфорд. В деревне проживали голландские фермеры и их рабы.
В августе 1776 года, в ходе битвы за Лонг-Айленд Бруклин с пригородами был захвачен британцами. Вскоре после войны земельные участки начали распродаваться новоприбывшим поселенцам. Некоторые наделы доставались неграм, представлявшим свыше четверти населения Бедфорда.
В 1836 году через Бедфорд вдоль Атлантик-авеню была проложена железная дорога (англ.). Ныне она входит в систему Железной дороги Лонг-Айленда.
К 1873 году население достигло 14 000 человек. Кроме негров, в районе проживали немцы, шотландцы, голландцы и евреи. Значительный прирост населения в 1880-х годах обеспечили постройки эстакадной железной дороги и Бруклинского моста. В Бедфорде появились целые новые микрорайоны: Сент-Маркс, Нью- и Ист-Бруклин. На рубеже XIX и XX веков район стали обживать представители среднего и высшего класса; так, в Бедфорде поселились предприниматели Фрэнк Вулворт и Эйбрахам Эйбрахам. В 1920 году в районе проживало уже свыше 45 000 человек.

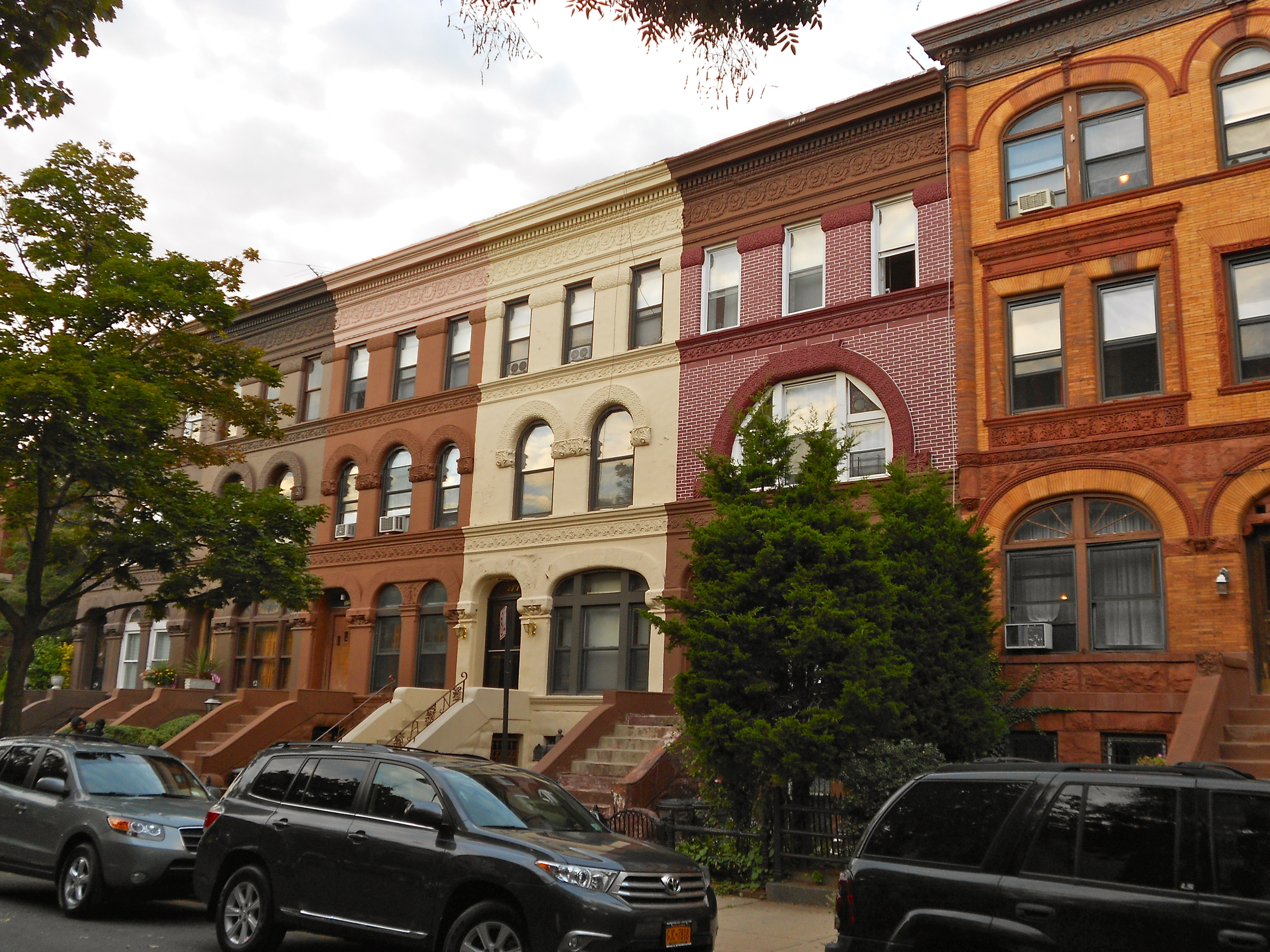
Историческая застройка в районе Стайвесант-Хайтс

В 1930-х годах в районе было проложено метро. В Бедфорде стали селиться итальянцы, евреи из Восточной Европы и негры из южных штатов и стран Карибского бассейна. К 1940 году численность негров приблизилась к 70 000; благополучие района стало снижаться. В районе была развёрнута борьба с бедностью и сегрегацией. Одной из общественных организаций, принимавших в ней участие, была Национальная ассоциация содействия прогрессу цветного населения. На этих началах жители снискали определённое политическое влияние. Так, в 1968 году в Палату представителей США от 12-го округа штата Нью-Йорк, куда входил Бед-Стай, избралась Ширли Чисхолм. Она стала первой темнокожей представительницей Конгресса.
В конце 1960-х годов Бедфорд — Стайвесант посетил сенатор Роберт Кеннеди. Впечатлённый социальными проблемами района, он создал Корпорацию по восстановлению Бедфорда — Стайвесанта (англ. Bedford-Stuyvesant Restoration Corporation).
В 1980-х годах район испытал новый приток негров из Карибского бассейна. В конце XX века в Бедфорде стали селиться обеспеченные и благополучные потомки второго и третьего поколений приезжих из Вест-Индии. Благодаря им экономическое состояние района стабилизировалось.
По состоянию на начало XXI века жилой фонд Бедфорда — Стайвесанта в основном был представлен застройкой особняков начала XX века.

## Население
По данным на 2011 год, численность населения квартала составляла 157 530 жителей. Средняя плотность населения составляла около 21 879 чел./км², что примерно в 1,6 раз выше средней плотности населения по Бруклину. Большая часть населения по-прежнему представлена афроамериканцами, однако в начале XXI века имеется тенденция по снижению их доли и росту количества белых жителей. Средний доход на домашнее хозяйство был ниже среднего показателя по городу примерно в 1,5 раза: $37 518.
В настоящем прослеживается тенденция джентрификации бывшей бедной афроамериканской застройки с увеличением доли белого креативного класса в населении.
По данным опроса, проведённого на стыке 2013—2014 годов, доля жителей, недовольных жилищными условиями, в Бедфорде — Стайвесанте является одной из самых высоких в Нью-Йорке.

## Достопримечательности

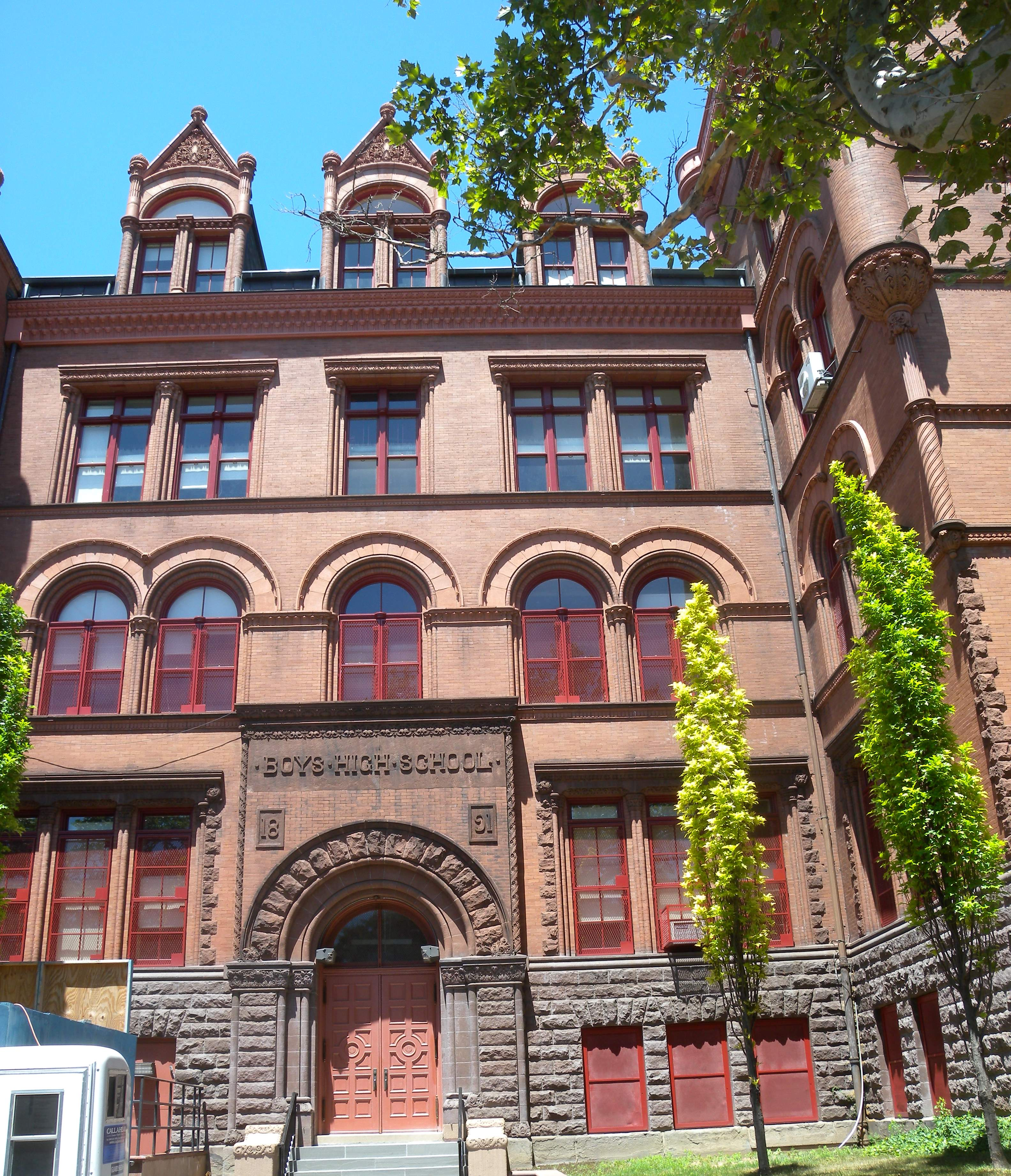
Бруклинская мужская средняя школа

На юге Бедфорда — Стайвесанта расположен микрорайон Стайвесант-Хайтс (англ.) площадью 4 га, представленный 577 зданиями 1870—1900 годов постройки. В 1975 году 13 жилых кварталов были внесены в Национальный реестр исторических мест США. В 1996 году этот статус был присвоен ещё четырём кварталам микрорайона. Ещё одной заметной достопримечательностью района является мужская средняя школа (англ.), возведённая в 1891 году. В своё время в ней обучались писатели Норман Мейлер, Айзек Азимов и композитор Аарон Копленд.

## Общественный транспорт
Бедфорд — Стайвесант обслуживается маршрутами A, C, G, J, M, S и Z Нью-Йоркского метрополитена. По состоянию на апрель 2014 года в районе действовали автобусные маршруты B15, B24, B25, B26, B38, B43, B44, B46, B47, B48, B52 и B54.